# Фехтование на летних Олимпийских играх 2016
Соревнования по фехтованию на летних Олимпийских играх 2016 года прошли с 6 по 15 августа на «Арене Кариока 3» в Олимпийском парке в районе Барра-да-Тижука. 212 спортсменов разыграли десять комплектов медалей: по 5 у мужчин и женщин. В соответствии с принципом ротации, применяемым международной федерацией фехтования, произошли изменения в программе соревнований фехтовальщиков по сравнению с Играми 2012 года в Лондоне: вместо командной сабли у мужчин и командной рапиры у женщин на Играх в Рио-да-Жанейро состоялись поединки в мужской командной шпаге и женской командной сабле.
4 золота выиграли российские спортсмены, в том числе оба золота в женской сабле. Ни в личном, ни в командном первенстве никому не удалось победить россиянок ни в одном бою. Два золота на счету Яны Егорян. Венгерский саблист Арон Силадьи выиграл золото в личном первенстве на вторых Играх подряд.

## Медали

### Общий зачёт
(Жирным выделено самое большое количество медалей в своей категории; принимающая страна также выделена)
| Общее количество медалей |                  |        |         |        |       |
| Место                    | Страна           | Золото | Серебро | Бронза | Всего |
| 1                        | Россия           | 4      | 1       | 2      | 7     |
| 2                        | Венгрия          | 2      | 1       | 1      | 4     |
| 3                        | Италия           | 1      | 3       | 0      | 4     |
| 4                        | Франция          | 1      | 1       | 1      | 3     |
| 5                        | Республика Корея | 1      | 0       | 1      | 2     |
| 6                        | Румыния          | 1      | 0       | 0      | 1     |
| 7                        | США              | 0      | 2       | 2      | 4     |
| 8                        | Китай            | 0      | 1       | 1      | 2     |
| 8                        | Украина          | 0      | 1       | 1      | 2     |
| 10                       | Тунис            | 0      | 0       | 1      | 1     |
| Всего                    | Всего            | 10     | 10      | 10     | 30    |

### Медалисты

#### Мужчины
| Дисциплина       | Золото                                                                   | Серебро                                                                    | Бронза                                                                          |
| Шпага            | Пак Сан Ён Республика Корея                                              | Геза Имре Венгрия                                                          | Готье Грюмье Франция                                                            |
| Командная шпага  | Франция · Янник Борель · Готье Грюмье · Даниэль Жеран · Жан-Мишель Люсне | Италия · Энрико Гароццо · Паоло Пиццо · Андреа Сантарелли · Марко Фикера   | Венгрия · Габор Боцко · Геза Имре · Андраш Редли · Петер Шомфаи                 |
| Рапира           | Даниэле Гароццо Италия                                                   | Александр Массиалас США                                                    | Тимур Сафин Россия                                                              |
| Командная рапира | Россия · Артур Ахматхузин · Тимур Сафин · Алексей Черемисинов            | Франция · Жереми Кадо · Эрванн Ле Пешу · Энцо Лефор · Жан-Поль Тони Элиссе | США · Рейс Имбоден · Александр Массиалас · Герек Мейнхардт · Майлз Чемли-Уотсон |
| Сабля            | Арон Силадьи Венгрия                                                     | Дэрил Хомер США                                                            | Ким Джон Хван Республика Корея                                                  |

#### Женщины
| Дисциплина      | Золото                                                                    | Серебро                                                                   | Бронза                                                                        |
| Шпага           | Эмеше Сас Венгрия                                                         | Росселла Фьяминго Италия                                                  | Сунь Ивэнь Китай                                                              |
| Командная шпага | Румыния · Симона Герман · Лоредана Дину · Симона Поп · Ана Мария Попеску  | Китай · Сюй Аньци · Сунь Ивэнь · Сунь Юйцзе · Хао Цзялу                   | Россия · Виолетта Колобова · Татьяна Логунова · Любовь Шутова · Ольга Кочнева |
| Рапира          | Инна Дериглазова Россия                                                   | Элиза Ди Франчиска Италия                                                 | Инес Бубакри Тунис                                                            |
| Сабля           | Яна Егорян Россия                                                         | Софья Великая Россия                                                      | Ольга Харлан Украина                                                          |
| Командная сабля | Россия · Софья Великая · Юлия Гаврилова · Екатерина Дьяченко · Яна Егорян | Украина · Елена Воронина · Алина Комащук · Елена Кравацкая · Ольга Харлан | США · Моника Аксамит · Дагмара Возняк · Мариэль Загунис · Ибтихадж Мухаммад   |

## Место проведения
| Арена Кариока 3 (в левом нижнем углу) |
| ------------------------------------- |
| Арена Кариока 3 (на первом плане)     |
| Вместимость: 10 000                   |